# Iouri Boutoussov
Pour les articles homonymes, voir Boutoussov.
 (10 août 2025).
Le texte peut changer fréquemment, n’est peut-être pas à jour et peut manquer de recul. N’hésitez pas à participer, en veillant à citer vos sources.
Iouri Nikolaïevitch Boutoussov (en russe : Юрий Николаевич Бутусов), né le 24 septembre 1961 à Gatchina (RSFSR, URSS) et mort à Sozopol (oblast de Bourgas, Bulgarie) le 10 août 2025, est un metteur en scène soviétique puis russe.

## Biographie
Iouri Boutoussov est né le 24 septembre 1961 à Gatchina dans l’oblast de Léningrad. Après des études d’ingénieur en construction navale, il se tourne vers le théâtre, et termine en 1996, l'Académie théâtrale de Saint-Pétersbourg, (dans la classe du Professeur I.B. Malotchevskaya). Iouri Boutoussov a fait parler de lui dès ses premiers travaux d’étudiant, avec La noce de Nicolas Gogol (1995), et Le paradoxal, d’après Les carnets du sous-sol de Fiodor Dostoïevski (1996). Son spectacle de fin d’études En attendant Godot de Samuel Beckett, monté au Théâtre du Canal Krioukov de Saint-Pétersbourg (1996), a rendu Iouri Boutoussov célèbre du jour au lendemain. On peut dire que c’est à partir de ce spectacle que la Russie a découvert la dramaturgie absurdiste remisée dans les sous-sols pendant la période soviétique.
La mise en scène et l’analyse du texte absurdiste de Beckett étaient si novateurs et inattendus, que le tout Moscou et la critique théâtraux se sont précipités à Saint-Pétersbourg, pour voir le spectacle de l’étudiant fraîchement diplômé. Sa mise en scène a été récompensée au Festival National de Théâtre du « Masque d’or », par le « Prix du meilleur metteur en scène » et le « Prix de la critique ».
En 1996, sur l’invitation du directeur artistique Vladislav Pazi, Boutoussov travaille au Théâtre Lensoviet. Il y met en scène Woyzeck de Georg Büchner (1997), Caligula d’A.Camus (1998), La punaise de Vladimir Maïakovski (2000), Le fils aîné d'Alexandre Vampilov (2002), Le Voleur de Wiesław Myśliwski (2002). Créés à partir de la méthode d’études par l’action de Maria Knebel, ces spectacles prennent leur distance par rapport à la création théâtrale classique selon la trame d’un texte dramatique. Ils mêlent la profondeur de l’analyse psychologique à un théâtre ludique, et se distinguent par leur musicalité, la présence d’éléments plastiques (danse, mime, etc.), la puissance de l’expressionnisme émotionnel.
Le spectacle Woyzeck, récompensé du prix du « Projecteur d’or », a été invité en tournée à travers l’Europe (France, Italie, Pologne, Suède, etc); et Caligula a été invité au festival de théâtre « Kontact » à Toruń (Pologne), témoignant ainsi de l’immense intérêt pour un théâtre russe libéré de ses vieux carcans traditionnels, et la nouvelle génération de jeunes metteurs en scène.
Durant la même période, Boutoussov met en scène Le gmGardien[Quoi ?] de Harold Pinter, où il opère une psychologisation de la méthode absurdiste (1997, théâtre na Litieïnom (ru)), et La Mort de Tarelkine d’Alexandre Soukhovo-Kobyline (2001, Centre de production « Brat »), traité dans le style comique grotesque. Boutoussov a été récompensé pour Le Gardien par le Grand prix professionnel Stanislavski, comme meilleur metteur en scène. Il considère que cet événement est essentiel dans sa carrière professionnelle. En effet, ce prix lui a été remis par de très importants représentants du monde théâtral de l’époque le critique d’art et historien du théâtre Alekseï Bartochévitch, la critique théâtrale Natalia Krimova, et le metteur en scène Piotr Fomenko.
En 2002, Boutoussov est invité par Konstantin Raïkine au Théâtre Satiricon de Moscou. Sa première mise en scène y est Macbett d’Eugène Ionesco, montré pour la première fois en Russie à cette occasion. Sans modifier les principes du théâtre de l’absurde, Boutoussov en fait un théâtre accessible à tous, en montrant sur de grandes scènes, avec un succès triomphal, ce matériau assez complexe. Ensuite, il met en scène, toujours au théâtre Satiricon : Richard III, Le Roi Lear, Othello de William Shakespeare. Dans ces derniers spectacles, le metteur en scène s’essaye au genre de la farce tragique, il mêle la tradition du théâtre psychologique à une forme circassienne exubérante.
En 2010, le langage dramatique du metteur en scène subit une nouvelle évolution : Iouri Boutoussov passe du registre rationnel à l’irrationnel, du psychologique au psychosomatique. La composition de ses spectacles devient plus complexe, le sujet de la narration se développe sur plusieurs niveaux, utilisant un système d’images, où se mêlent le cinéma, la musique rock, l’improvisation physique, la danse, et l’action scénique est déplacée de la scène vers la salle. Ce tournant est matérialisé dans La Mouette d’Anton Tchekhov (Théâtre Satiricon, 2011).
Dans ce spectacle, Iouri Boutoussov passe à un nouveau degré de liberté dans la composition structurelle. Par cette mise en scène, il donne une nouvelle impulsion au développement de tout le théâtre russe contemporain, en brisant les canons traditionnels des mises en scène de Tchekhov. La Mouette a été récompensée du Prix théâtral annuel national du « Masque d’or », comme « meilleure mise en scène ». La Mouette de Boutoussov a eu de nombreux adeptes et continuateurs parmi la nouvelle génération de metteurs en scène. Le spectacle a reçu un accueil triomphal au Festival MITsp au Brésil en 2015.
Pendant cette période, Iouri Boutoussov est invité à mettre en scène dans d’autres théâtres de Moscou et de Saint-Pétersbourg : le Théâtre Tabakov de Moscou (La résurrection. Super, des frères Presniakov, d’après le roman La résurrection de Léon Tolstoï, 2004) ; le Théâtre d’Art Tchekhov de Moscou ( Hamlet de William Shakespeare, 2005 ; Ivanov d’Anton Tchekhov, 2009) ; le Théâtre Alexandriski de Saint-Pétersbourg (Homme = Homme d’après la pièce de Un homme est un homme de Bertolt Brecht, 2008) ; le Théâtre Vakhtangov de Moscou (Mesure pour mesure de William Shakespeare, 2010).
Lorsqu’il vient travailler au Théâtre d'art Anton-Tchekhov de Moscou, Boutoussov amène avec lui une troupe de jeune artistes talentueux de Saint-Pétersbourg. Ils deviendront par la suite des stars de ce théâtre, et détermineront son développement ultérieur. Pendant ces années durant lesquelles il a travaillé dans différents théâtres, Boutoussov a découvert de nombreux jeunes comédiens, qui font aujourd’hui partie de l’élite du théâtre et du cinéma.
À l’orée des années 2000, Boutoussov commence à travailler à l’étranger :
À Séoul (Corée du Sud) : Woyzeck de G. Büchner (2002), La Mouette d’Anton Tchekhov (2008), et La Maison de poupée de Henrik Ibsen (2018) ;
À Gdańsk (Pologne) : La Valse des chiens de Leonid Andreïev (2003) ;
À Troms (Norvège) : Crime et Châtiment de Fiodor Dostoïevski (2005), et Roméo et Juliette de William Shakespeare ;
À Sofia (Bulgarie) : La Chasse au canard d’Alexandre Vampilov (2012) ;
À Aalborg (Danemark) : Cyrano, d’après Cyrano de Bergerac d’Edmond Rostand (2018).
En février 2011, Boutoussov revient au théâtre Lensoviet de Saint-Pétersbourg, où il avait travaillé en tant que metteur en scène jusqu’en 2004. Invité en qualité de metteur en scène principal, il entame une réforme de ce théâtre et lui donne nouvelle direction artistique, autre que celle du théâtre de boulevard. Son premier spectacle, Macbeth-Kino (2012) d’après Macbeth de William Shakespeare, est un manifeste du théâtre post-dramatique. Pour cette œuvre, ainsi que pour La bonne âme du Sétchouan de Bertolt Brecht au Théâtre Pouchkine de Moscou sortie pendant cette même saison, Boutoussov reçoit le prix spécial du jury du « Masque d’or » « Pour la recherche d’un langage scénique unique ».
Durant les sept années qu’il passe au Théâtre Lensoviet, Boutoussov effectue des travaux de recherche théâtrale approfondie pour une nouvelle approche d’Anton Tchekhov, cristallisés dans Les trois sœurs (2014) et Oncle Vania (2017). Ces deux spectacles ont été récompensés du grand prix national de théâtre du « Masque d’or », pour la meilleure mise en scène.
En 2019, Les trois sœurs est invité au grand festival de théâtre de Wuzhen (Chine), et La bonne âme du Sétchouan au Théâtre Barbican de Londres (Grande Bretagne).
Le point culminant du développement de sa recherche théâtral au Théâtre Lensoviet est Le Cabaret Brecht (2014), spectacle tissé à partir d’histoires tirées de la vie même de Bertolt Brecht, de réflexions sur la nature du genre épique, et de chansons (les zongs) de Kurt Weill. Y jouent les jeunes comédiens du Théâtres Lensoviet, fraîchement diplômés du cours de jeu de l’acteur de Iouri Boutoussov à l’Institut de théâtre de Saint-Pétersbourg (SPBGATI). Ce spectacle fait beaucoup de bruit, il est perçu comme un manifeste politique et antimilitariste. Cette recherche sur Brecht se prolonge avec Tambours dans la nuit au Théâtre Pouchkine de Moscou (2016).
Pendant ces années au Théâtre Lensoviet, Boutoussov s’intéresse aussi à la dramaturgie contemporaine, tant russe qu’étrangère : Le Rêve d’automne de Jon Fosse (2016), et l’action théâtrale d’après la pièce d’Assia Volochina (2016), dont Boutoussov est l’unique acteur. Sa mise en scène du Le Rêve d’automne a été invitée au festival Jon Fosse à Oslo (Norvège) en 2019, et a bénéficié d’un accueil très favorable de la critique et du dramaturge en personne. Durant ces années au Théâtre Lensoviet, Iouri Boutoussov a aussi mis en scène Nous sommes tous des gens bien d’après Un mois à la campagne d’Ivan Tourgueniev (2013), La ville. La noce. Gogol d’après La noce de Nicolas Gogol (2015), et La chambre de Shakespeare d’après Le songe d’une nuit d’été de William Shakespeare (2016), où Boutoussov développe le principe du théâtre de jeu distancié. La plus grande partie de ces spectacles fait toujours partie du répertoire du théâtre dont ils constituent l’attrait principal.
En novembre 2017, Iouri Boutoussov est nommé Directeur artistique du Théâtre Lensoviet. Il quittera de lui-même ce poste en mars de la même année. Il expliquera dans une lettre ouverte, que la structure de la direction administrative du théâtre soutenue par le Comité pour la Culture de Saint-Pétersbourg, empêche son travail de directeur artistique, et que dans cette situation il ne voit aucune possibilité de développement du théâtre. Le départ de Iouri Boutoussov du Théâtre Lensoviet a fait beaucoup de bruit à Saint-Pétersbourg et dans tout le milieu théâtral.
En septembre 2018, Iouri Boutoussov est invité comme metteur en scène principal au Théâtre Vakhtangov par son directeur artistique Rimas Touminas. En cette qualité, Boutoussov a mis en scène Peer Gynt d’Henrik Ibsen (2019), et Le roi Lear de William Shakespeare (2021). De même, au répertoire du théâtre, sa mise en scène de La fuite de Mikhail Boulgakov (2015) est régulièrement montrée avec succès. Peer Gynt a été récompensé du grand prix national du « Masque d’or » pour sa mise en scène. Dès lors, Boutoussov a créé son langage théâtral unique, un style personnel, qui lui permet d’occuper une place à part dans le paysage théâtral russe.
Ces dernières années, Boutoussov s’intéresse particulièrement à la dramaturgie contemporaine : il met en scène L’Homme-poisson d’Assia Volochina au Théâtre d’Art Tchekhov de Moscou (2018), et Le fils de Florian Zeller au Théâtre académique de la jeunesse de Russie (2020). Cette première mise en scène d’une pièce du dramaturge français en Russie, atteint des dimensions bibliques, et va bien au-delà du drame psychologique et familial. Le fils a été récompensé par de nombreux prix de festivals théâtraux.
Dans son dernier travail sur le spectacle R au Théâtre Satiricon d’après la pièce de Nicolas Gogol Le Révizor (2022), Iouri Boutoussov collabore de nouveau avec un dramaturge contemporain (Mikhaïl Dournenkov). Il crée pour ainsi dire une nouvelle pièce, effaçant les frontières entre le classique et le contemporain ; il parle au sens propre du quotidien d’aujourd’hui, de la guerre, de la société russe et de l’Homme au sein de cette société.
Parallèlement à la création de spectacles, Iouri Boutoussov a toujours enseigné le théâtre. Après ses études, il a enseigné pendant 18 ans à l’Institut des Arts de la Scène de Saint-Pétersbourg (RGICI), et depuis 2011 il est professeur à L’Institut d’État de Théâtre de Moscou (RATI-GITIS). En 2020, il a constitué son propre cours au GITIS : « L’atelier Boutoussov ».
Après 2016, il dirige un laboratoire annuel destiné aux jeunes metteurs en scènes professionnels, sous l’égide de l’Union des Gens de Théâtre de Russie. Il mène des master class en Russie comme à l’étranger (de même qu’un master class de 10 jours à Paris en novembre 2019, au Théâtre de l’Atalante en collaboration avec le GITIS).
Iouri Boutoussov meurt noyé dans la mer Noire à Sozopol en Bulgarie le 10 août 2025 à l'âge de 63 ans,.

## Mises en scène de théâtre
- 1995 - La noce de Nicolas Gogol / Travail d'étudiant
- 1996 - Le paradoxal d’après Les carnets du sous-sol de Fiodor Dostoïevski / Travail d'étudiant
- 1996 - En attendant Godot de Samuel Beckett / Théâtre du Canal Krioukov, Saint-Petersbourg
- 1997 - Woyzeck[6] de Georg Büchner / Théâtre Lensoviet,Saint-Petersbourg
- 1997 - En attendant Godot[7] de Samuel Beckett. Restauré / Théâtre Lensoviet, Saint-Petersbourg
- 1997 - The Keeper d'Harold Pinter / Théâtre sur l'île de Liteiny, Saint-Petersbourg
- 1998 - Calligula[8] d'Albert Camus / Théâtre Lensoviet, Saint-Petersbourg
- 2000 - La punaise[9] de Vladimir Mayakovsky / Théâtre Lensoviet, Saint-Petersbourg
- 2001 - La mort de Tarelkin d'Alexandre Sukhovo-Kobylin / Théâtre Lensoviet, Saint-Petersbourg
- 2002 - Le fils aîné[10] d'Alexandre Vampilov / Théâtre Lensoviet, Saint-Petersbourg
- 2002 - Le Voleur de Wieslaw Mysliwsky / Théâtre Lensoviet, Saint-Petersbourg
- 2002 - Macbeth d'Eugène Ionesco / Théâtre Satyricon, Moscou
- 2002 - Woyzeck de Georg Büchner / En Corée du Sud
- 2004 - Résurrection. Super des Frères Presnyakov / Théâtre Tabakov, Moscou
- 2004 - Richard III de William Shakespeare / Théâtre Satyricon, Moscou
- 2004 - Woyzeck de Georg Büchner Nouvelle version révisée / Théâtre Lensoviet, Saint-Petersbourg
- 2005 - Hamlet de William Shakespeare / Le Théâtre d’Art Tchékhov, Moscou
- 2005 - Crime et châtiment de Fiodor Dostoïevski / Hålogaland Teater (Norvège)
- 2006 - Le Roi Lear[11] de William Shakespeare. Shakespeare / Satirikon Teater, Moscou
- 2007 - Roméo et Juliette de William Shakespeare / Hålogaland Teater (Norvège)
- 2008 - Homme = Homme d'après la pièce de Bertolt Brecht Un homme est un homme / Théâtre Alexandrinsky
- 2008 - La Mouette d'Anton Tchekhov / Théâtre national de Corée, Séoul, Corée du Sud
- 2009 - Ivanov d'Anton Tchekhov / Théâtre d'art Tchekhov, Moscou
- 2010 - Mesure pour mesure de William Shakespeare / Théâtre Vakhtangov
- 2011 - La Mouette[12] d'Anton Tchekhov / Théâtre Satirikon, Moscou
- 2012 - La chasse au canard d'A. Vampilov / Théâtre National Ivan Vazov (Sofia, Bulgarie)
- 2012 - Macbeth. Kino[13] d'après la pièce Macbeth de William Shakespeare / Théâtre Lensoviet, Saint-Petersbourg
- 2013 - La Bonne Âme du Se-Tchouan[14] de Bertolt Brecht / Théâtre Pouchkine, Moscou
- 2013 - LIEBE. Schiller[15] d'après la pièce de Friedrich von Schiller "Les voleurs" / Théâtre GITIS / Théâtre Mayakovsky / Théâtre Lensoviet
- 2013 - Othello[16] de William Shakespeare / Théâtre Satirikon, Moscou
- 2013 - Nous sommes tous des gens bien[17] d'après la pièce de Ivan Tourgueniev Un mois à la campagne / Théâtre Lensoviet, Saint-Petersbourg
- 2014 - Les Trois Sœurs[18] d'Anton Tchekhov / Théâtre Lensoviet, Saint-Petersbourg
- 2014 - Cabaret. Brecht[19] / Théâtre Lensovet, en 2019 la pièce a été retirée du répertoire du Théâtre Lensoviet, Saint-Petersbourg
- 2015 - La Fuite[20] de Mikhail Boulgakov / Théâtre Vakhtangov, Moscou
- 2015 - La ville. Le mariage. Gogol[21], d'après Nicolas Gogol/ Théâtre Lensoviet, Saint-Petersbourg
- 2016 - Un rêve d'automne[22] de Jon Fosse / Théâtre Lensoviet, Saint-Petersbourg
- 2016 - Maman[23] d'Assia Voloshina / Théâtre Lensovet (Action), Saint-Petersbourg
- 2016 - Tambours dans la nuit[24] de Bertolt Brech / Théâtre Pouchkine, Moscou
- 2016 - Shakespeare's Room[25] d'après la pièce de William Shakespeare Le Songe d'une nuit d'été / Théâtre Lensoviet, Saint-Petersbourg
- 2017 - Oncle Vanya[26] d'Anton Tchekhov / Théâtre Lensoviet, Saint-Petersbourg
- 2017 - Hamlet[27] de William Shakespeare / Théâtre Lensoviet, Saint-Petersbourg
- 2018 - Cyrano[28] d'Edmond Rostand / Aalborg Teater (Aalborg, Danemark)
- 2018 - L’Homme-poisson[29] de Assia Voloshina / Théâtre d'art Tchekhov, Moscou
- 2019 - Peer Gynt[30], d'après la pièce de Henrik Ibsen / Théâtre Vakhtangov, Moscou
- 2020 - Le fils[31] par Florian Zeller / RAMT, Moscou
- 2021 - Le Roi Lear[32] de William Shakespeare / Théâtre Vakhtangov, Moscou
- 2022 - R[33] d'après la pièce de Nicolas Gogol Le Revizor / Théâtre Satirikon, Moscou